# Dead Island

Dead Island est une série de jeux vidéo éditée par Deep Silver.

## Liste des titres
- 2011 : Dead Island
- 2013 : Dead Island: Riptide, extension pouvant être jouée indépendamment
- 2014 : Escape Dead Island, jeu dérivé proposant des graphismes en cel-shading
- 2016 : Dead Island: Retro Revenge, jeu dérivé en pixel art inclut dans la compilation Dead Island: Definitive Edition
- 2023 : Dead Island 2
- Annulé : Dead Island: Epidemic, jeu dérivé de type MOBA
- 2018 : Dead Island Survivors, jeu sorti sur Android et IOS.

## Autres médias

### Comics
Un numéro de comics Dead Island est paru chez Marvel Comics.

### Film
Le 27 septembre 2011, Lionsgate a annoncé avoir acquis les droits d'adaptation de la licence pour développer un projet de film.